# Bonafos
Bonafos o Bonafós (fl. XIII secolo) è stato un trovatore o più probabilmente un giullare occitano, la cui provenienza e da ascrivere forse alle regioni di Alvernia, Velay, Gévaudan e Vivarais.
C'è chi ipotizza che Bonafos fosse originario di Aurillac e che non ne amasse gli abitanti, i quali gli ricambiavano questa antipatia, come risulterebbe nel partimen scambiato con  Cavaire.

## Partimencon Cavaire
[Cavaire]

          Bonafos, yeu vos envit

          e fatz vos un partimen

          qu'aiatz domn'ab cors complit,

          bell'e bon' et avinen,

          o a tot vostre talen

          detz borzes d'arsselhs qu'estan

          a Orlac al vostre dan.

          Ara parra, N Bonafos.

          s'etz plus mals que amoros.

          [Bonafos]

          Cavaire, leu ai chauzit

          e respondrai vos breumen:

          mais am vilan deschauzit

          quan l'atene si mantenen

          que la belh'en cuy m'entren.

          E dic vos, quossi que ss'an,

          s'ieu.n tene detz a mon talan

          huelhs n'auray e.ls companhos

          o semblaran del pe vos.

          [Cavaire]

          En Rossinier deschauzit,

          cobe, paubre, mal-dizen,

          pretz avetz mes en oblit

          e la dona avinen,

          per dire deschauzimen

          del onrat poble prezan

          d'Aorlac, que.us volon tan

          que, si.n fosson poderos,

          vos agratz nom Malafos!

          [Bonafos]

          Ben aia selh que.us ferit,

          Cavaire, del ferramen

          que tan gen vos meschauzit

          qu'anc pueys non anetz corren!

          Merce.y fetz e chauzimen,

          que romieus, so.n van comtan,

          anavatz estrangolan;

          e selh que vay ab lairos

          tanh l'en aitals guazardos.

          [Cavaire]

          Vielh rossi, vairatz truan,

          com a lop vos van cridan

          ylh d'Aorlac, e membre vos

          tot jorn vostras tracios.

          [Bonafos]

          Per aquo n'anatz e clopchan,

          Cavair' e non. sabetz tan,

          e.us n'es pus breus lo talos

          quar doretz motz adiros.